# West Byfleet
Koordinaten: 51° 20′ N, 0° 30′ W
West Byfleet ist eine Stadt in der britischen Grafschaft Surrey. Sie liegt westlich des Motorway M25 und besitzt einen eigenen Bahnhof, der sich zwischen den Gemeinden Woking und Byfleet befindet.
Die Stadt besitzt eine Vielzahl von Restaurants, welche von thailändischer, chinesischer, indischer bis hin zur italienischen Küche reichen. Der Grund hierfür ist, weil der Ort ein Anziehungspunkt für Einwohner aus den wohlhabenden Nachbargemeinden wie Pyrford, New Haw, Woodham, Byfleet und Ripley ist. West Byfleet hat derzeit etwa 5.054 Einwohner. Außerdem ist West Byfleet eine typische Pendlerstadt, da die meisten Erwerbstätigen der Stadt in London arbeiten.